# Bandera de Girona
La bandera oficial de Girona té la següent descripció:
Bandera apaïsada, de proporcions dos d'alt per tres de llarg, dividida en nou faixes iguals, cinc de grogues i quatre de vermelles alternades, amb l'escussó quadrilong ibèric vairat d'ondes blanques i vermelles de l'escut al centre, d'alçària 18/25 de la del drap i llargària 2/5 de la del mateix drap.
Va ser aprovada el 5 de desembre de 2013 i publicada al DOGC el 17 de desembre del mateix any amb el número 6523.